# Bunkyū
Bunkyū (japanska: 文久?, Bunkyū) (19 februari 1861–20 februari 1864) är en period i den japanska tideräkningen. Perioden inleddes under Komeikejsarens regeringsperiod av rent astrologiska skäl - den 58:e året i den kinesiska kalendercykeln förknippades med avgörande förändringar.
Namnet kommer från ett citat ur den klassiska kinesiska skriften Hou Hanshu.